# Площадь Кирова (Новосибирск)
Площадь Кирова — архитектурно организованное пространство на пересечении улиц Сибиряков-Гвардейцев и Петухова в Кировском районе города Новосибирска. Главная и единственная площадь Затулинского жилмассива.

## Описание
Площадь Кирова располагается с юго-восточной стороны пересечения улиц Сибиряков-Гвардейцев и Петухова. Имеет форму прямоугольника со скошенным углом с северо-западной стороны (дорожное кольцо). Имеет длину 260 метров и ширину 100 метров.
Площадь Кирова названа в честь советского государственного и политического деятеля Сергея Мироновича Кирова. На площади установлен памятник русскому революционеру.
Примечательно, что улица Кирова в Новосибирске находится в Октябрьском районе, ПКиО им. Кирова — в Ленинском, дом-музей Кирова — в Железнодорожном, ДК Кирова — в Заельцовском. И лишь площадь Кирова находится в Кировском.
Является одновременно как транспортной площадью, так и пешеходной.
С северной стороны пролегают трамвайные пути, также автомобильная дорога, как и с южной стороны. С западной стороны находятся зеленые насаждения, растут сосны. Проведена небольшая дорога к улице Сибиряков-Гвардейцев, с поставленными светофорами — перекрыта для движения транспортных средств. С восточной стороны располагается здание Администрации Кировского района. В центре расположен фонтан, оформлена клумба вокруг фонтана, поставлены лавочки. Между Кировской администрацией и Фонтаном есть небольшие насаждения деревьев. За Администрацией начинается аллея улицы Петухова.
Автомобильное кольцо площади представляет собой пересечение шести-полосной улицы Сибиряков-Гвардейцев и шести-полосной улицы Петухова. В центре кольца расположен столб для крепления тросов, поддерживающих электропровода. Вокруг столба расположены 5 билбордов. оформлена клумба. Вокруг кольца проложены трамвайные пути, огороженные поребриком.

## Транспорт
Площадь Кирова является крупным транспортным узлом Кировского района. Через площадь проходят автобусные, троллейбусные и трамвайные маршруты. С северной стороны расположена остановка транспорта «Площадь Кирова».
Пролегающие маршруты:
- автобусы: № 6, № 9, № 14, № 24, № 45, № 60, № 115в, № 124, № 212, № 227, № 233, № 264.
- троллейбусы: № 4, № 8, № 26.
- маршрутные такси: № 29, № 29а, № 54 (нету машин, а так он есть).
- трамваи: № 3, № 18.

Движение по кольцу является приоритетным для остальных потоков. Въезд на территорию Затулинского жилмассива (движение после кольца площади Кирова по улице Сибиряков-Гвардейцев) запрещён для грузовых автомобилей с разрешенной максимальной массой более 3,5 тонн. Ближайший светофор: напротив остановочного пункта транспорта «Площадь Кирова» с северной стороны — пересечение улицы Петухова.

## Организации
- Администрация Кировского района города Новосибирска.

## Достопримечательности
- Фонтан у Администрации.
- Памятник Кирову.

Памятник представляет собой скульптуру С. М. Кирова на высоком постаменте, расположенном на тройном подиуме уступами. На постаменте надпись: С. М. Киров.
- В ста метрах от площади расположен знаменитый стенд с пародийным афоризмом Зиновия Паперного: «Да здравствует то, благодаря чему мы — несмотря ни на что».[2]

- Памятник Кирову